# Campeonato Baiano 1934
In 1934 werd het 30ste Campeonato Baiano gespeeld voor voetbalclubs uit de Braziliaanse staat Bahia. De competitie werd gespeeld van 17 juni tot 16 december en werd georganiseerd door de FBF. Bahia werd kampioen. 

## Eindstand
| Plaats | Club                   | Wed. | W | G | V | Saldo | Ptn. |
| ------ | ---------------------- | ---- | - | - | - | ----- | ---- |
| 1.     | Bahia                  | 12   | 7 | 2 | 3 | 28:19 | 16   |
| 2.     | Energia Circular       | 12   | 6 | 3 | 3 | 31:27 | 15   |
| 3.     | Vitória                | 12   | 6 | 2 | 4 | 40:24 | 14   |
| 4.     | Botafogo               | 12   | 5 | 3 | 4 | 30:32 | 13   |
| 5.     | Ypiranga               | 12   | 4 | 3 | 5 | 23:28 | 11   |
| 6.     | Galícia                | 12   | 3 | 2 | 7 | 25:29 | 8    |
| 7.     | Fluminense de Salvador | 12   | 3 | 1 | 8 | 28:46 | 7    |

|  | Kampioen |

## Kampioen
| Campeonato Baiano de 1934 |
| ------------------------- |
| BAHIA 3º Titel            |